# Pedro de Góngora y Luján
Pedro de Góngora y Luján, I duque de Almodóvar del Río (Madrid, 18 de septiembre de 1727-14 de mayo de 1794), diplomático y escritor español, embajador en San Petersburgo, Lisboa y Londres. Fue el cuarto director de la Real Academia de la Historia, cargo para el que fue elegido el 6 de enero de 1792 y en el que permanecía a su muerte.

## Biografía
Nacido el 17 de septiembre de 1727, estudió, según Rodríguez Laso, en la rica biblioteca paterna y en «una pública escuela, donde a lo menos pudo aprender que allí el mérito y los talentos daban superioridad al aplicado, no la dignidad o riqueza del padre». Resuelto a seguir la carrera diplomática viajó por Europa, llegando a Polonia e Inglaterra. Aprovechó los conocimientos adquiridos en estos viajes para redactar unas Cartas en las que analizaba la figura de Federico II el Grande y la constitución política de Alemania. Se interesó también por el teatro y, a su vuelta a España se relacionó con otros eruditos de su tiempo, como el padre Sarmiento o Enrique Flórez, ingresó en 1758 en la Real Academia Española y escribió un ensayo sobre la poesía castellana. 
En 1759 fue nombrado ministro plenipotenciario ante la emperatriz de las Rusias, Isabel I, aunque su llegada a San Petersburgo se retrasó a junio de 1761. La misión del marqués de Almodóvar en la corte de los zares ponía fin a un lapso de treinta años sin relaciones diplomáticas entre España y Rusia, que habían vuelto a ser potencias aliadas con motivo de la Guerra de los Siete Años (1756-1763). Asistió al breve reinado de Pedro III y al golpe palaciego de Catalina la Grande, siendo «testigo de aquella grande revolución, que por no haber costado una gota de sangre carece de exemplar en la historia, como él mismo anota en sus Memorias». En 1761 informó a Madrid por primera vez del establecimiento de cazadores y comerciantes rusos en la Alta California, auspiciado secretamente por el gobierno zarista. Aunque sus informes subrayaban la precariedad de esta forma de colonización, causaron alarma en la corte española, acentuada por una imprecisa ubicación de los asentamientos rusos, que hizo temer que se hallasen cerca de las fronteras del virreinato de Nueva España. Exploraciones posteriores demostraron que la región ocupada por los rusos estaba en el extremo noroccidental del continente, lejos del límite del imperio español.
Pasó luego como embajador a Lisboa, donde le cupo participar en las negociaciones previas a la firma del Tratado de San Ildefonso, por el que se fijaban los límites entre España y Portugal, y a la firma en El Pardo un año después, el 24 de marzo de 1778, del tratado de amistad, garantía y comercio entre las dos monarquías.
En dicho año fue destinado a la embajada en Londres. La breve misión del marqués de Almodóvar en la corte de San Jaime estuvo marcada por la beligerancia entre Gran Bretaña y Francia en la Guerra de Independencia de los Estados Unidos y por la simultánea renovación del Tercer Pacto de Familia entre Carlos III y Luis XVI, que al estrechar la alianza hispano-francesa llevó a la interrupción de relaciones diplomáticas con Londres en 1779.

El conde de Florida Blanca, luego que se rompieron las hostilidades entre la Inglaterra y Francia, no hallándose bastante representado el rey de España en Londres, trasladó á aquella corte desde Lisboa al marqués de Almodovar don Pedro Francisco Suárez de Góngora. Era el principal encargo del nuevo embajador preparar sagazmente las cosas de modo que el gobierno inglés reclamase la mediación de Carlos III; mediación que el gabinete francés estaba por su parte en aceptar y sobre lo cual se seguía una secretísima correspondencia entre Florida Blanca y el conde de Vergennes, ministro de negocios estrangeros de Luis XVI. Las instrucciones que se dieron á Almodovar el 29 de mayo ponen en claro las ideas de la corte de Madrid y la sagacidad del ministro español. Eran de dos clases: ostensibles las unas, estaba autorizado el embajador para mostrarlas á los ministros franceses á su paso por París; pero las otras eran tan secretas, que hasta del conde de Aranda se le mandaba reservarlas.

Al regresar a España fue creado duque y se retiró durante un tiempo a su villa de Hontiveros para dedicarse al estudio y a la escritura. 
Bajo el seudónimo de Francisco María de Silva, publicó Década epistolar sobre el estado de las Letras en Francia (Madrid: Sancha, 1781), obra de crítica literaria filosófica que adopta la forma epistolar y de diario de viajes. En ella revisa las novedades editoriales francesas desde la publicación de la Encyclopédie, entrando a discutir las opiniones de los autores y sus datos históricos. Señala, por ejemplo, en el artículo dedicado a Sevilla, algunos errores publicados sobre esta ciudad. O argumenta contra varios philosophes que no es posible que exista la igualdad entre los hombres y que el mundo no puede subsistir sin jerarquías.
En 1784 inició la publicación de una extensa Historia política de los establecimientos ultramarinos de las naciones europeas, bajo el seudónimo de Eduardo Malo de Luque, anagrama de su título ducal. Se trataba de una traducción actualizada de la Histoire philosophique et politique des établissements et du commerce des Européens dans les deux Indes de Guillaume-Thomas Raynal, El original era una obra anticolonialista, en la que habían colaborado Holbach y Diderot, incluida en el Index y especialmente denigratoria de la colonización española. Por todo ello Almodóvar, además de omitir el nombre de Raynal, se tomó tanto trabajo en traducirla como en depurar el texto de su veneno, según reconocía en el prólogo de su primer tomo:

No tengo tanto amor propio, que me impida confesar sin rubor, que el inmenso trabajo de esta utilísima obra se le debe a una pluma estrangera; pero una pluma que teñida muchas veces en sangre dañada, es una mortal ponzoña. No ha sido corto mi trabajo, para purificarla de sus venenosos efluvios; y para corregirla de aquel orgullo, y elación, que no podían por menos de contener los pensamientos de un hombre, que se llama a sí propio el defensor de la humanidad, de la verdad, de la libertad. Las personas instruidas saben muy bien lo que significa aquel vano atributo estos tiempos.
[Pero] ... el amor a la verdad, a la razón, a la justicia, igualmente me impelen a exponer al público, que a pesar de sus desvarros, es esta una obra de las mejores, que han visto los tiempos modernos; su estilo prodigioso; excelente su método; curiosas, útiles, y las más veces exactas sus noticias...

Aprovechaba además el duque para replicar a Raynal con una condena de los imperios coloniales inglés, francés, holandés y portugués, y proponía las pautas que debía seguir España para competir con sus rivales.
Las principales aportaciones originales de Almodóvar versaban sobre la constitución británica, que valoraba positivamente, la Compañía Inglesa de las Indias Orientales, el estado actual de Francia, la historia y estado actual de Rusia y —con gran extensión— sobre las Filipinas. La profusión de datos sobre esta posesión española dio motivo para que el conde de Floridablanca prohibiera continuar la obra, por haber difundido información reservada. Según el plan inicial iba a llenar doce volúmenes, pero quedó truncada en 1790 tras la publicación del quinto tomo, dedicado a los establecimientos españoles en Asia.
En 1780 ingresó como consiliario en la Real Academia de Bellas Artes de San Fernando y en 1781 en la Real Academia de la Historia de la que fue elegido director en enero de 1792, en sustitución de Campomanes. Como director procedió de inmediato a la reforma estatutaria de la institución, mediante la aprobación de un nuevo reglamento el 21 de septiembre del mismo año de su toma de posesión y la organización de la actividad académica en cuatro Salas especializadas: del Diccionario Geográfico, de Historia de Indias, de Antigüedades y Diplomática y sala general o permanente, a la vez que en su corto mandato recuperó e impulsó otros proyectos, como el de la Colección litológica o el Tratado de la cronología de España.